# Intelligent dance music
Intelligent dance music, förkortat till akronymen IDM, är en musikgenre. IDM (Intelligent) istället för EDM (Electronic) framkom som en term för att skilja elektronisk musik på 90-talet och senare från den musik som var ämnad att fungera både på dansgolvet som i vardagsrummet (individuellt). Då kombinerades den intensiva dansmusiken som spelades i klubbevenemang och avslappnande låtar i chillout-sammanhang. IDM är nära besläktad med Drum & Bass och går ibland under namnet Drill 'n' Bass.

## Historia

### Techno
IDM härstammar från en lång rad av subgenrer till den elektroniska genren Techno. 
I början användes inte ordet techno som en genre utan som ett adjektiv vilket skulle förklara soundet på en utstickare från House scenen i Chicago. Det var inte förrän samlingsalbumet Techno! The New Dance Sound of Detroit lanserades (1988) som namnet Techno etablerades som en egen genre.

#### Ambient techno
På Housescenen i slutet av 1980-talet började det att ske ändringar i genren vilket öppnade vägen för ett flertal subgenrer som till exempel Ambient House. Artister som The Orb och The KLF var några av de första som började blanda House och ambient-musik vilket i sin tur skapade subgenren Ambient House. 
På Technoscenen skedde således en liknande utveckling tack vare att det lättare namngavs nya genrer i den elektroniska genren. Artister som Englands Aphex Twin och Japans Tetsu Inoue hade börjat producera en genre som kallades Ambient Techno av pressen. Ambient techno blandade de melodiska och rytmiska delarna av dansgolvsorienterad techno med ambient och annan experimentell musik.
Tack vare att det blev allt mer accepterat med subgenrer i den elektroniska genren på både House och Techno så öppnades det vägar för att benämningen IDM skulle komma till.

#### Intelligent techno och electronica
Under tidiga 1990-talet släpptes ett album vid namn Artificial Intelligence av Warp vilket var inriktat mot hemmalyssnare istället för klubbar och deras dansgolv.
Det var efter det albumet som uttrycket Intelligent techno började användas för att kunna karaktärisera just den typen av musik, elektronisk musik som var "ambient utan kvalificerande house- och technosuffix, men ändå en blandning av dem båda."

### IDM-listan (the IDM list)
Namnet IDM blev för första gången nämnt som ett misstag av Ben Willmott när han i en review av NME:s ethno-dance kompilation skrev "...current 'intelligent' dance music owes much more to Eastern mantra-like repetition and neo-ambient instrumentation than the disco era which preceded the advent of acid and techno." när det han beskrev egentligen handlade om intelligent techno. 
Namnet blev dock inte väletablerat och började sprida sig förrän en person vid namn Alan Parry startade an IDM-mejllista där man kunde diskutera genren Intelligent Dance Music på ett större spektrum i augusti 1993.

### IDM i världen
Under mitten av 1990-talet började skivbolag inriktade på IDM etableras då genren hade börjat bli mer igenkänd och välkomnad, med Schematic som ett exempel.
Schematic har inte alltid varit ett enskilt företag. Innan dess arbetade de åt musikföretaget Astralwerks men då under namnet Soul Oddity. Samarbetet varade dock inte länge tills Soul Oddity började producera åt företaget Warp och släppte albumet Randa Roomet under den nya monikern Phoenecia. Kort därefter skilde de sig från Warp för att starta sitt eget skivbolag under namnet Schematic år 1996.

## IDM idag

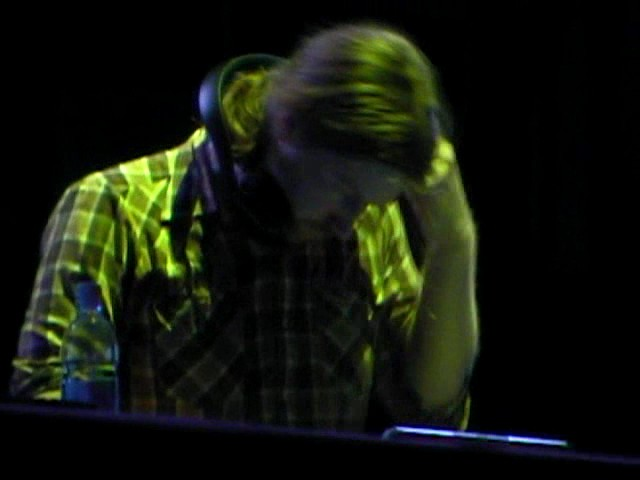
Aphex Twin

Aphex Twin är en aktiv artist inom IDM-scenen. Hans senaste album Syro släpptes 2014 och tog sig högt upp på olika topplistor såsom UK Dance Albums Chart, Irish Independent Albums Chart och US Billboard Dance/Electronic Albums. 
Velapene Screen är en artist som är aktiv i genren idag och släppte sin senaste skiva "What if They Can't Trust You?" år 2012 vilken har fått toppbetyg på Discogs.

## Kännetecknande
IDM är en ambient subgenre inom elektronisk musik. Genren har drivande komplexa trumrytmer/uppbyggnader i sina kompositioner, den kan också vara väldigt experimentell. Användandet av ambient ljuddesign är stil-typiskt för genren.

## Kritik mot termen IDM
Namnet IDM beskrivs enligt Allmusic som en laddad term för att urskilja viss elektronisk musik från den samtida. Uttrycket har dock fått en hel del kritik från mängder av dansproducenter och fans för att ha ett nedlåtande begrepp, vilket har ifrågasatts om annan elektronisk musik hade setts som dummare dansmusik i jämförelse. Som Aphex Twin kommenterade om etiketten "intelligent dance music":
"I just think it's really funny to have terms like that. It's basically saying 'this is intelligent and everything else is stupid.' It's really nasty to everyone else's music. (laughs) It makes me laugh, things like that. I don't use names. I just say that I like something or I don't."

## Artister
Exempel på artister som kan knytas till denna genre:
- Aphex Twin
- Squarepusher
- Autechre
- Boards of Canada
- Venetian Snares
- Flying Lotus
- The Flashbulb
- Velapene Screen